# Lumsk
Lumsk – norweski zespół muzyczny założony w 2001, w Trondheim, grający folk metal. Zespół pisze i śpiewa teksty wyłącznie w języku norweskim, a tematami są skandynawskie legendy.

## Skład
- Stine Mari Langstrand – śpiew
- Vidar Berg – perkusja
- Ketil Sœther – gitara
- Espen Warankov Godø – instrumenty klawiszowe, śpiew
- Eystein Garberg – gitara
- Siv Lena Waterloo Laugtug – skrzypce
- Espen Hammer – gitara basowa

## Dyskografia
- Private (2002)
- Åsmund Frægdegjevar (2004)
- Troll (2005)
- Det Vilde Kor (2007)